# Mahmud di Kashgar
(Mahmud di Kashgar, Dîvânü lughati 't-Türk)
Mahmud bin Hüseyin bin Muhammed al-Kaşgari (in iuguro: Mehmud Qeshqeri; in arabo:محمود بن الحسين بن محمد الكاشغري; Kashgar, 1008 – Upal, 1105) è stato un lessicografo, filologo, linguista e turcologo turco.
Autore del Dîvânü lugati t-Türk, ha contribuito con questa sua opera allo studio della lingua turca, al suo evolversi e divulgarsi.

## Le origini
Mahmud è nato nel 1008 a Kashgar. Nei suoi stessi scritti dichiara di essere chiamato “Hemir” dall'arabo Amīr ( أمير), termine usato per indicare autorità importanti.
Da queste informazioni si può dedurre che fosse membro della famiglia reale dei Kharakhanidi.
In particolare, secondo alcuni studi, il padre fu Muhammed bin Hüseyin, principe ereditario al trono, e la madre Bibi Rābīʿa al-Baṣrī.

## La vita
Durante il suo periodo nella città natale, eventi sfavorevoli a lui lo obbligarono nel 1057 ad abbandonare Kashgar e ad esiliare verso altri paesi.
Viaggiò per oltre 15 anni in numerose località del Medio Oriente fermandosi soprattutto lungo le abitazioni di comunità turche. I suoi viaggi erano volti a conoscere la vita delle diverse comunità, scoprendone le particolarità e le differenze da una regione all’altra.
Raggiunse l’Anatolia e da lì Baghdad. Questa sua scelta fu dovuta sia perché rappresentava allora il centro culturale del mondo  islamico e sia dal fatto che il sultano selgiuchide Malik Shah I (1055 – 1092) seguiva una politica di protezionismo verso personalità provenienti da altri stati.
Durante i suoi viaggi imparò l’arabo e il persiano, ma anche i dialetti locali delle province visitate.
Nel 1080 fece ritorno a Kashgar dove fu accolto con stima dalle autorità locali in quanto la sua fama come studioso si era sparsa velocemente. Gli fu assegnato l’incarico di insegnante in una scuola che recava il suo stesso nome.
Mahmud morì nel 1105 all’età di 97 anni a Upal, dove fu sepolto.
Successivamente i suoi allievi costruirono sulla sua tomba un mausoleo in suo onore. Ai giorni nostri la struttura è sede anche di un museo in cui ci sono alcuni libri e manoscritti dello studioso turco.

## Dîvânü Lugati't-Türk
L’opera più importante di Mahmud da Kashgar è il “Dîvânü Lugati't-Türk” (Libro della lingua turca) che consiste in un dizionario turco-arabo.
Scritto tra il 1072 e il 1074 esso consiste nel più antico libro pervenuto sulla lingua turca e, in quanto tale, è una fonte preziosa per studiare l’evoluzione della lingua stessa.
Il libro della lingua turca è stato composto dopo lunghi anni di viaggio in diverse regioni in cui Mahmud poté raccogliere una grande quantità di informazioni sul lessico e sul modo di parlare delle diverse comunità turche sparse nel centro dell’Asia e nel Medio Oriente.
L’opera, insieme a una breve introduzione sulla storia e sul modo di vivere dei turchi, comprende più di 9000 parole scritte in turco kharakhanide.
Mahmud scrisse questa opera al fine di poter rendere agevole agli arabi l’insegnamento della lingua turca, fine raggiunto con successo. Quasi tutte le parole riportate sono accompagnate da esempi e sono talvolta presenti anche proverbi. Inoltre un altro fine importante dello scrittore era quella di divulgare non soltanto la lingua, ma anche la cultura e il pensiero turco: infatti l’opera non contiene soltanto aspetti linguistici ma anche storici, geografici e culturali in quanto si riscontrano molti versi che trattano di guerre tra stati turchi o semplicemente vengono evidenziati le relazioni che le comunità hanno con i popoli vicini.
Il testo più antico giunto ai giorni nostri è quello scritto a Damasco e risalente al 1266. Il manoscritto è stato ritrovato a Istanbul nel 1915 dal ricercatore turco Ali Emiri Efendi (1857-1923). Attualmente viene conservata nella Biblioteca Nazionale a Istanbul. 

### La cartina geografica

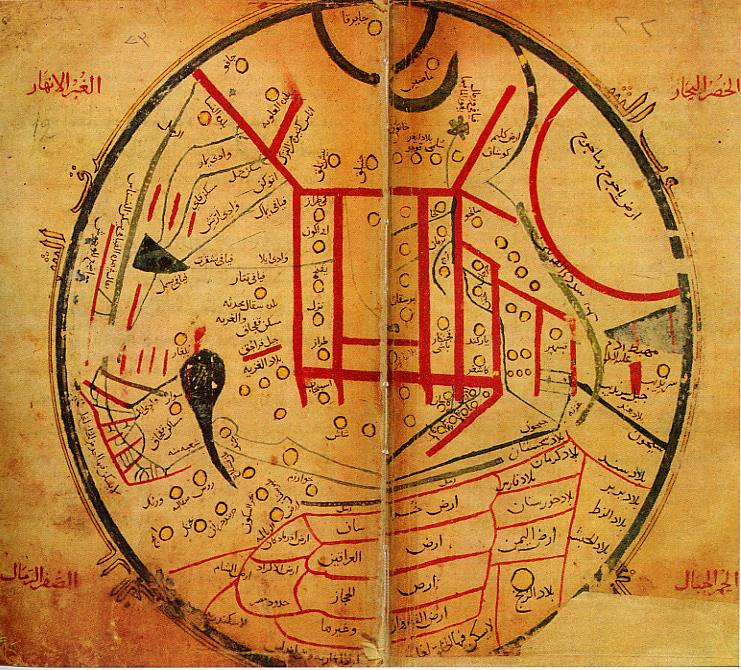
La cartina presente nella Dîvânü Lugati't-Türk di Mahmud da Kashgar

Nelle prime pagine del Dîvânü Lugati't-Türk si trova anche una cartina del mondo allora conosciuto, che egli disegnò grazie anche alle esperienze avute nel corso dei viaggi effettuati nella sua vita.
Essa è la prima mappa disegnata da un turco che ci è pervenuta e ha la caratteristica di mostrare il mondo in forma circolare.
La cartina, oltre a rappresentare le conoscenze geografiche dell’epoca, è una solida fonte sulle tribù e clan turchi.
Balasagun rappresenta il centro della cartina da cui Mahmud iniziò a disegnare e si porta a est fino alla Cina (di cui è disegnata la muraglia) e al Giappone; a sud fino all’India; a sud-ovest viene rappresentata l’attuale Etiopia; ad ovest invece la cartina raggiunge i confini delle popolazioni del Volga. Le zone settentrionali invece non risultano nella mappa. La rappresentazione del Giappone è un aspetto importante in quanto le prime cartine geografiche giunte a noi che incorporano tale isola risalgono al XIV e XV secolo, mentre quella dello scrittore turco è del XI secolo. 

### Il calendario turco
Sempre nel Dîvânü Lugati't-Türk è presente un passo in cui lo scrittore tratta del conteggio degli anni, ossia del calendario e scrive che il tempo viene diviso in 12 anni e che ad ogni anno viene assegnato un nome di animale:
- Sıçgan: Ratto
- Ud: Bue
- Bars: Pantera
- Tavışgan: Coniglio
- Nag: Coccodrillo
- Yılan: Serpente
- Yund: Cavallo
- Koy: Pecora
- Biçin: Scimmia
- Takagu: Gallina
- It: Cane
- Tonuz: Maiale

Mahmud da Kashgar riporta che il calendario turco inizia sempre nel 21 marzo.

## Opere
- Kitâbu Cevâhirü'n-Nahv fi Lugati't-Türk
- Dîvânü Lugati't-Türk